# Fußball-Weltmeisterschaft 2014/Gruppe F
| Pl. | Land                    | Sp. | S | U | N | Tore    | Diff. | Punkte |
| --- | ----------------------- | --- | - | - | - | ------- | ----- | ------ |
| 1.  | Argentinien             | 3   | 3 | 0 | 0 | 006:300 | +3    | 09     |
| 2.  | Nigeria                 | 3   | 1 | 1 | 1 | 003:300 | ±0    | 04     |
| 3.  | Bosnien und Herzegowina | 3   | 1 | 0 | 2 | 004:400 | ±0    | 03     |
| 4.  | Iran                    | 3   | 0 | 1 | 2 | 001:400 | −3    | 01     |

Gruppe F der Fußball-Weltmeisterschaft 2014:

## Argentinien – Bosnien und Herzegowina 2:1 (1:0)
| Argentinien                                                                        | Argentinien | Bosnien und Herzegowina | Bosnien und Herzegowina | Aufstellung                                           |
| ---------------------------------------------------------------------------------- | --- | --- | ----------------------- | ----------------------------------------------------- |
| Argentinien                                                                        | \| 1. Spieltag \| \| 15. Juni 2014 um 19:00 Uhr (16. Juni, 00:00 Uhr MESZ) in Rio de Janeiro (Maracanã) \| \| Zuschauer: 74.738 \| \| Schiedsrichter: Joel Aguilar ( El Salvador) \| \| Spielbericht \|                                                                           | \| 1. Spieltag \| \| 15. Juni 2014 um 19:00 Uhr (16. Juni, 00:00 Uhr MESZ) in Rio de Janeiro (Maracanã) \| \| Zuschauer: 74.738 \| \| Schiedsrichter: Joel Aguilar ( El Salvador) \| \| Spielbericht \|                                                         | Bosnien und Herzegowina | Aufstellung Argentinien gegen Bosnien und Herzegowina |
| Argentinien                                                                        | Sergio Romero – Hugo Campagnaro (46. Fernando Gago), Federico Fernández, Ezequiel Garay – Pablo Zabaleta, Marcos Rojo – Javier Mascherano – Maxi Rodríguez (46. Gonzalo Higuaín), Ángel Di María – Lionel Messi , Sergio Agüero (87. Lucas Biglia) Cheftrainer: Alejandro Sabella | Asmir Begović – Mensur Mujdža (69. Vedad Ibišević), Ermin Bičakčić, Emir Spahić , Sead Kolašinac – Muhamed Bešić, Miralem Pjanić – Izet Hajrović (71. Edin Višća), Zvjezdan Misimović (74. Haris Medunjanin), Senad Lulić – Edin Džeko Cheftrainer: Safet Sušić | Bosnien und Herzegowina | Aufstellung Argentinien gegen Bosnien und Herzegowina |
| Argentinien                                                                        | 1:0 Kolašinac (3., Eigentor) 2:0 Messi (65.) | 2:1 Ibišević (85.) | Bosnien und Herzegowina | Aufstellung Argentinien gegen Bosnien und Herzegowina |
| Argentinien                                                                        | Rojo (25.) | Spahić (63.) | Bosnien und Herzegowina | Aufstellung Argentinien gegen Bosnien und Herzegowina |
| Argentinien                                                                        | Man of the Match: Lionel Messi (Argentinien) | | Bosnien und Herzegowina | Aufstellung Argentinien gegen Bosnien und Herzegowina |
| 1. Spieltag                                                                        | | |                         |                                                       |
| 15. Juni 2014 um 19:00 Uhr (16. Juni, 00:00 Uhr MESZ) in Rio de Janeiro (Maracanã) | | |                         |                                                       |
| Zuschauer: 74.738                                                                  | | |                         |                                                       |
| Schiedsrichter: Joel Aguilar ( El Salvador)                                        | | |                         |                                                       |
| Spielbericht                                                                       | | |                         |                                                       |

## Iran – Nigeria 0:0
| Iran                                                                       | Iran | Nigeria | Nigeria | Aufstellung                    |
| -------------------------------------------------------------------------- | --- | --- | ------- | ------------------------------ |
| Iran                                                                       | \| 1. Spieltag \| \| 16. Juni 2014 um 16:00 Uhr (21:00 Uhr MESZ) in Curitiba (Arena da Baixada) \| \| Zuschauer: 39.081 \| \| Schiedsrichter: Carlos Vera ( Ecuador) \| \| Spielbericht \|                                                                                                   | \| 1. Spieltag \| \| 16. Juni 2014 um 16:00 Uhr (21:00 Uhr MESZ) in Curitiba (Arena da Baixada) \| \| Zuschauer: 39.081 \| \| Schiedsrichter: Carlos Vera ( Ecuador) \| \| Spielbericht \|                                                                      | Nigeria | Aufstellung Iran gegen Nigeria |
| Iran                                                                       | Alireza Haghighi – Jalal Hosseini, Amirhossein Sadeghi, Pejman Montazeri, Mehrdad Pooladi – Ehsan Hajsafi, Javad Nekounam , Andranik Teymourian – Khosro Heydari (89. Masoud Shojaei), Reza Ghoochannejhad, Ashkan Dejagah (73. Alireza Jahanbakhsh) Cheftrainer: Carlos Queiroz ( Portugal) | Vincent Enyeama – Efe Ambrose, Juwon Oshaniwa, Godfrey Oboabona (29. Joseph Yobo), Kenneth Omeruo – John Obi Mikel, Ramon Azeez (69. Peter Odemwingie), Ogenyi Onazi – Ahmed Musa, Emmanuel Emenike, Victor Moses (52. Shola Ameobi) Cheftrainer: Stephen Keshi | Nigeria | Aufstellung Iran gegen Nigeria |
| Iran                                                                       | Teymourian (75.) | | Nigeria | Aufstellung Iran gegen Nigeria |
| Iran                                                                       | Man of the Match: John Obi Mikel (Nigeria) | | Nigeria | Aufstellung Iran gegen Nigeria |
| 1. Spieltag                                                                | | |         |                                |
| 16. Juni 2014 um 16:00 Uhr (21:00 Uhr MESZ) in Curitiba (Arena da Baixada) | | |         |                                |
| Zuschauer: 39.081                                                          | | |         |                                |
| Schiedsrichter: Carlos Vera ( Ecuador)                                     | | |         |                                |
| Spielbericht                                                               | | |         |                                |

## Argentinien – Iran 1:0 (0:0)
| Argentinien                                                                                        | Argentinien | Iran | Iran | Aufstellung                        |
| -------------------------------------------------------------------------------------------------- | --- | --- | ---- | ---------------------------------- |
| Argentinien                                                                                        | \| 2. Spieltag \| \| 21. Juni 2014 um 13:00 Uhr (18:00 Uhr MESZ) in Belo Horizonte (Estádio Governador Magalhães Pinto) \| \| Zuschauer: 57.698 \| \| Schiedsrichter: Milorad Mažić ( Serbien) \| \| Spielbericht \|                                                                   | \| 2. Spieltag \| \| 21. Juni 2014 um 13:00 Uhr (18:00 Uhr MESZ) in Belo Horizonte (Estádio Governador Magalhães Pinto) \| \| Zuschauer: 57.698 \| \| Schiedsrichter: Milorad Mažić ( Serbien) \| \| Spielbericht \|                                                                                             | Iran | Aufstellung Argentinien gegen Iran |
| Argentinien                                                                                        | Sergio Romero – Fernando Gago, Federico Fernández, Ezequiel Garay – Pablo Zabaleta, Marcos Rojo – Javier Mascherano – Gonzalo Higuaín (76. Rodrigo Palacio), Ángel Di María (90.+4' Lucas Biglia) – Lionel Messi , Sergio Agüero (76. Ezequiel Lavezzi) Cheftrainer: Alejandro Sabella | Alireza Haghighi – Jalal Hosseini, Amirhossein Sadeghi, Pejman Montazeri, Mehrdad Pooladi – Ehsan Hajsafi (88. Reza Haghighi), Javad Nekounam , Andranik Teymourian – Masoud Shojaei (76. Khosro Heydari), Reza Ghoochannejhad, Ashkan Dejagah (85. Alireza Jahanbakhsh) Cheftrainer: Carlos Queiroz ( Portugal) | Iran | Aufstellung Argentinien gegen Iran |
| Argentinien                                                                                        | 1:0 Messi (90.+1') | | Iran | Aufstellung Argentinien gegen Iran |
| Argentinien                                                                                        | Nekounam (53.), Shojaei (73.) | | Iran | Aufstellung Argentinien gegen Iran |
| Argentinien                                                                                        | Man of the Match: Lionel Messi (Argentinien) | | Iran | Aufstellung Argentinien gegen Iran |
| 2. Spieltag                                                                                        | | |      |                                    |
| 21. Juni 2014 um 13:00 Uhr (18:00 Uhr MESZ) in Belo Horizonte (Estádio Governador Magalhães Pinto) | | |      |                                    |
| Zuschauer: 57.698                                                                                  | | |      |                                    |
| Schiedsrichter: Milorad Mažić ( Serbien)                                                           | | |      |                                    |
| Spielbericht                                                                                       | | |      |                                    |

## Nigeria – Bosnien und Herzegowina 1:0 (1:0)
| Nigeria                                                                          | Nigeria | Bosnien und Herzegowina | Bosnien und Herzegowina | Aufstellung                                       |
| -------------------------------------------------------------------------------- | --- | --- | ----------------------- | ------------------------------------------------- |
| Nigeria                                                                          | \| 2. Spieltag \| \| 21. Juni 2014 um 18:00 Uhr (22. Juni, 00:00 Uhr MESZ) in Cuiabá (Arena Pantanal) \| \| Zuschauer: 40.499 \| \| Schiedsrichter: Peter O’Leary ( Neuseeland) \| \| Spielbericht \|                                            | \| 2. Spieltag \| \| 21. Juni 2014 um 18:00 Uhr (22. Juni, 00:00 Uhr MESZ) in Cuiabá (Arena Pantanal) \| \| Zuschauer: 40.499 \| \| Schiedsrichter: Peter O’Leary ( Neuseeland) \| \| Spielbericht \|                                                               | Bosnien und Herzegowina | Aufstellung Nigeria gegen Bosnien und Herzegowina |
| Nigeria                                                                          | Vincent Enyeama – Efe Ambrose, Joseph Yobo , Kenneth Omeruo, Juwon Oshaniwa – Ogenyi Onazi, John Obi Mikel – Peter Odemwingie, Michel Babatunde (75. Ejike Uzoenyi), Ahmed Musa (65. Shola Ameobi) – Emmanuel Emenike Cheftrainer: Stephen Keshi | Asmir Begović – Mensur Mujdža, Toni Šunjić, Emir Spahić , Senad Lulić (58. Sejad Salihović) – Muhamed Bešić – Izet Hajrović (57. Vedad Ibišević), Haris Medunjanin (64. Tino-Sven Sušić) – Miralem Pjanić, Zvjezdan Misimović – Edin Džeko Cheftrainer: Safet Sušić | Bosnien und Herzegowina | Aufstellung Nigeria gegen Bosnien und Herzegowina |
| Nigeria                                                                          | 1:0 Odemwingie (29.) | | Bosnien und Herzegowina | Aufstellung Nigeria gegen Bosnien und Herzegowina |
| Nigeria                                                                          | Mikel (81.) | Medunjanin (6.) | Bosnien und Herzegowina | Aufstellung Nigeria gegen Bosnien und Herzegowina |
| Nigeria                                                                          | Man of the Match: Peter Odemwingie (Nigeria) | | Bosnien und Herzegowina | Aufstellung Nigeria gegen Bosnien und Herzegowina |
| 2. Spieltag                                                                      | | |                         |                                                   |
| 21. Juni 2014 um 18:00 Uhr (22. Juni, 00:00 Uhr MESZ) in Cuiabá (Arena Pantanal) | | |                         |                                                   |
| Zuschauer: 40.499                                                                | | |                         |                                                   |
| Schiedsrichter: Peter O’Leary ( Neuseeland)                                      | | |                         |                                                   |
| Spielbericht                                                                     | | |                         |                                                   |

## Nigeria – Argentinien 2:3 (1:2)
| Nigeria                                                                         | Nigeria | Argentinien | Argentinien | Aufstellung                           |
| ------------------------------------------------------------------------------- | --- | --- | ----------- | ------------------------------------- |
| Nigeria                                                                         | \| 3. Spieltag \| \| 25. Juni 2014 um 13:00 Uhr (18:00 Uhr MESZ) in Porto Alegre (Estádio Beira-Rio) \| \| Zuschauer: 43.285 \| \| Schiedsrichter: Nicola Rizzoli ( Italien) \| \| Spielbericht \|                                                  | \| 3. Spieltag \| \| 25. Juni 2014 um 13:00 Uhr (18:00 Uhr MESZ) in Porto Alegre (Estádio Beira-Rio) \| \| Zuschauer: 43.285 \| \| Schiedsrichter: Nicola Rizzoli ( Italien) \| \| Spielbericht \|                                                                                    | Argentinien | Aufstellung Nigeria gegen Argentinien |
| Nigeria                                                                         | Vincent Enyeama – Kenneth Omeruo, Juwon Oshaniwa, Joseph Yobo , Efe Ambrose – Ogenyi Onazi, John Obi Mikel – Michel Babatunde (66. Okechukwu Uchebo), Ahmed Musa – Peter Odemwingie (80. Uche Nwofor) – Emmanuel Emenike Cheftrainer: Stephen Keshi | Sergio Romero – Pablo Zabaleta, Federico Fernández, Ezequiel Garay, Marcos Rojo – Javier Mascherano – Ángel Di María, Fernando Gago – Lionel Messi (63. Ricardo Álvarez) – Sergio Agüero (38. Ezequiel Lavezzi), Gonzalo Higuaín (90.+1' Lucas Biglia) Cheftrainer: Alejandro Sabella | Argentinien | Aufstellung Nigeria gegen Argentinien |
| Nigeria                                                                         | 1:1 Musa (4.) 2:2 Musa (47.) | 0:1 Messi (3.) 1:2 Messi (45.+1') 2:3 Rojo (50.) | Argentinien | Aufstellung Nigeria gegen Argentinien |
| Nigeria                                                                         | Omeruo (49.), Oshaniwa (51.) | | Argentinien | Aufstellung Nigeria gegen Argentinien |
| Nigeria                                                                         | Man of the Match: Lionel Messi (Argentinien) | | Argentinien | Aufstellung Nigeria gegen Argentinien |
| 3. Spieltag                                                                     | | |             |                                       |
| 25. Juni 2014 um 13:00 Uhr (18:00 Uhr MESZ) in Porto Alegre (Estádio Beira-Rio) | | |             |                                       |
| Zuschauer: 43.285                                                               | | |             |                                       |
| Schiedsrichter: Nicola Rizzoli ( Italien)                                       | | |             |                                       |
| Spielbericht                                                                    | | |             |                                       |

## Bosnien und Herzegowina – Iran 3:1 (1:0)
| Bosnien und Herzegowina                                                    | Bosnien und Herzegowina | Iran | Iran | Aufstellung                                    |
| -------------------------------------------------------------------------- | --- | --- | ---- | ---------------------------------------------- |
| Bosnien und Herzegowina                                                    | \| 3. Spieltag \| \| 25. Juni 2014 um 13:00 Uhr (18:00 Uhr MESZ) in Salvador (Arena Fonte Nova) \| \| Zuschauer: 48.011 \| \| Schiedsrichter: Carlos Velasco Carballo ( Spanien) \| \| Spielbericht \|                                                       | \| 3. Spieltag \| \| 25. Juni 2014 um 13:00 Uhr (18:00 Uhr MESZ) in Salvador (Arena Fonte Nova) \| \| Zuschauer: 48.011 \| \| Schiedsrichter: Carlos Velasco Carballo ( Spanien) \| \| Spielbericht \| | Iran | Aufstellung Bosnien und Herzegowina gegen Iran |
| Bosnien und Herzegowina                                                    | Asmir Begović – Toni Šunjić, Emir Spahić , Sead Kolašinac, Avdija Vršajević – Muhamed Bešić, Miralem Pjanić – Tino-Sven Sušić (79. Sejad Salihović), Anel Hadžić (61. Ognjen Vranješ) – Vedad Ibišević, Edin Džeko (84. Edin Višća) Cheftrainer: Safet Sušić | Alireza Haghighi – Mehrdad Pooladi, Pejman Montazeri, Amirhossein Sadeghi, Jalal Hosseini – Javad Nekounam , Andranik Teymourian – Masoud Shojaei (46. Khosro Heydari) – Ehsan Hajsafi (63. Alireza Jahanbakhsh), Ashkan Dejagah (68. Karim Ansarifard) – Reza Ghoochannejhad Cheftrainer: Carlos Queiroz ( Portugal) | Iran | Aufstellung Bosnien und Herzegowina gegen Iran |
| Bosnien und Herzegowina                                                    | 1:0 Džeko (23.) 2:0 Pjanić (59.) 3:1 Vršajević (83.) | 2:1 Ghoochannejhad (82.) | Iran | Aufstellung Bosnien und Herzegowina gegen Iran |
| Bosnien und Herzegowina                                                    | Bešić (77.) | Ansarifard (88.) | Iran | Aufstellung Bosnien und Herzegowina gegen Iran |
| Bosnien und Herzegowina                                                    | Man of the Match: Edin Džeko (Bosnien und Herzegowina) | | Iran | Aufstellung Bosnien und Herzegowina gegen Iran |
| 3. Spieltag                                                                | | |      |                                                |
| 25. Juni 2014 um 13:00 Uhr (18:00 Uhr MESZ) in Salvador (Arena Fonte Nova) | | |      |                                                |
| Zuschauer: 48.011                                                          | | |      |                                                |
| Schiedsrichter: Carlos Velasco Carballo ( Spanien)                         | | |      |                                                |
| Spielbericht                                                               | | |      |                                                |